# Dragoslav Mihailović
Dragoslav Mihailović (en serbe en écriture cyrillique : Драгослав Михаиловић ; né le 17 novembre 1930 à Ćuprija (royaume de Yougoslavie) et mort le 12 mars 2023 à Belgrade (Serbie)) est un écrivain serbe. Il est membre de l'Académie serbe des sciences et des arts.

## Biographie
Dragoslav Mihailović est sorti diplômé du département de littérature de la Faculté de philosophie de l'université de Belgrade en 1957. En 1950, il avait été arrêté et emprisonné deux ans dans l'île de Goli otok.

## Œuvres
- Frede, laku noć, Matica srpska, Novi Sad, 1967.
- Quand les courges étaient en fleurs - Kad su cvetale tikve, Matica srpska, Novi Sad, 1968.
- Petrijin venac, Srpska književna zadruga, Belgrade, 1975.
- Čizmaši, Srpska književna zadruga, Belgrade, 1983.
- Goli otok, NIP Politika, Belgrade, 1990.
- Lov na stenice, Beogradski izdavačko-grafički zavod, Belgrade, 1993.
- Gori Morava, Srpska književna zadruga, Belgrade, 1994.
- Crveno i plavo, NIN, Belgrade, 2001.
- Vreme za povratak, 2006.

## Prix
- Prix d'octobre de la Ville de Belgrade, 1967.
- Prix Andrić, 1975[3].
- Zlatna arena (littéralement, en croate : « Arène d'or ») pour un scénario, au Festival du film de Pula, 1978.
- Prix NIN, 1983[4].
- Prix de la Bibliothèque nationale de Serbie, 1985
- Prix Borisav-Stanković, 1994.
- Prix Vuk, 1994.
- Prix Kočić, 2011.